# Troy Isley
Troy Isley est un boxeur américain né le 5 septembre 1998.

## Carrière
Sa carrière amateur est principalement marquée par une médaille de bronze remportée aux championnats du monde de 2017 dans la catégorie des poids moyens.

## Palmarès

### Championnats du monde
- Médaille de bronze en -75 kg en 2017 à Hambourg, Allemagne